# Eddie Albert
Eddie Albert (22 de abril de 1906 - 26 de mayo de 2005) fue un actor estadounidense, además de  amante de la jardinería orgánica, humanitarista, activista y veterano de la Segunda Guerra Mundial. 

## Biografía
Su verdadero nombre era Edward Albert Heimberger, y nació en Rock Island, Illinois. Era el mayor de cinco hermanos, y sus padres eran Julia M. Jones, ama de casa, y Frank Daniel Heimberger, agente inmobiliario. Con frecuencia se da como su año de nacimiento el de 1908, pero esto es incorrecto. Aunque muchas figuras de Hollywood presentan años de nacimiento posteriores a los reales (con el fin de aparecer más jóvenes de lo que realmente son), el motivo en este caso es que los padres de Albert no estaban casados cuando él nació, y se casaron en 1908. Su madre habría alterado el certificado de nacimiento. 
Cuando tenía un año de edad, Albert y su familia se mudaron a Minneapolis, Minnesota. Tuvieron dificultades para adaptarse a la vida en la ciudad, y aparecieron tensiones entre Eddie y la familia. Con seis años de edad se vio forzado a trabajar repartiendo periódicos. En los años de la Primera Guerra Mundial, dado su apellido alemán, sus compañeros de tercer grado se mofaban de él llamándole "el enemigo". A los 14 años de edad se inscribió en la Central High School de Minneapolis, donde entró a formar parte del departamento de teatro del centro. En la misma escuela estudiaba una entonces desconocida actriz llamada Harriette Lake (conocida después como Ann Sothern). Tras graduarse en la high school en 1924, entró en la Universidad de Minnesota, estudiando empresariado, y buscando después trabajo en el mundo de los negocios. Sin embargo, debido al Crack del 29, tuvo que trabajar en actividades como cantante, trapecista, o como vendedor de seguros.
En 1933 viajó a la ciudad de Nueva York, siendo uno de los presentadores del show radiofónico The Honeymooners - Grace and Eddie Show, que se mantuvo tres años en antena. Gracias al éxito del programa, en 1936 Warner Bros. le ofreció un contrato cinematográfico.

## Trayectoria
En la década de 1930, Albert trabajó en producciones teatrales en Broadway, incluyendo entre ellas Brother Rat, estrenada en 1936. Tuvo primeros papeles en Room Service (1937–1938) y The Boys from Syracuse (1938–1939). En 1936, Albert se convirtió en uno de los primeros actores que trabajaba para la televisión, actuando en directo en la primera retransmisión de RCA.
En 1938 debutó en el cine en la versión filmada de Brother Rat, junto a Ronald Reagan y Jane Wyman, con el mismo papel que había interpretado en Broadway, el de "Bing" Edwards. Su contrato con Warner Bros. finalizó abruptamente en 1941, supuestamente a causa de una aventura que él había mantenido con la esposa del director del estudio, Jack Warner. 
Al año siguiente intervino en On Your Toes, adaptación para la pantalla del gran éxito de Broadway de Richard Rodgers y Lorenz Hart. Otra de las películas en las que participó en esa época fue Treat 'Em Rough (1942), con William Frawley y Peggy Moran, en la que interpretaba a un boxeador llamado "Panama Kid".

## Militar
Antes de la Segunda Guerra Mundial, y antes de iniciar su carrera cinematográfica, Albert viajó por México como payaso y artista de la cuerda floja del Circo Escalante Brothers, pero trabajaba en secreto para el servicio de inteligencia del Ejército de los Estados Unidos, fotografiando los U-Boot alemanes fondeados en los puertos mexicanos. El 9 de septiembre de 1942 Albert se alistó en la Armada de los Estados Unidos, siendo licenciado en 1943 y aceptando ser nombrado teniente de la Reserva Naval. Fue un verdadero héroe de guerra, recompensado con la Estrella de Bronce con Combate "V" por sus acciones durante la Batalla de Tarawa en noviembre de 1943 cuando, como piloto de una lancha de desembarco de los Guardacostas de los Estados Unidos, rescató a 47 marines que se encontraban varados cerca de la costa (y supervisó el rescate de otros 30), todo ello bajo fuego enemigo de ametralladora.

## Actor de carácter
A partir de 1948 Albert disfrutó trabajando como un popular y querido actor de carácter, y fue invitado en unas noventa series televisivas. Hizo su debut como estrella invitada en un episodio de The Ford Theatre Hour. Este papel fue el inicio de su intervención en programas como Chevrolet Tele-Theatre, Suspense, Lights Out, Somerset Maugham TV Theatre, Schlitz Playhouse of Stars, Studio One, Danger, Philco Television Playhouse, The Phillip Morris Playhouse, Your Show of Shows, General Electric Theater, Front Row Center, The Eleventh Hour, The Reporter y The Alcoa Hour, entre muchos otros.

## Actor teatral
En la década de 1950 Albert volvió a Broadway, actuando en piezas como Miss Liberty (1949-1950) y The Seven Year Itch (1952-1955). En 1960 Albert reemplazó a Robert Preston para hacer el papel del Profesor Harold Hill en la producción en Broadway de The Music Man. Albert también trabajó en el teatro regional. Así, intervino en el Teatro The Muny en San Luis (Misuri), interpretando de nuevo a Harold Hill en The Music Man en 1966 y a Alfred P. Doolittle en My Fair Lady en 1968.

## Carrera cinematográfica en las décadas de 1950 y 1960

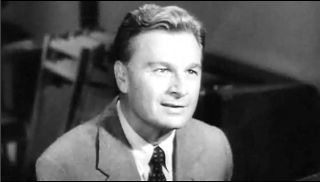
Escena de I'll Cry Tomorrow (1955).

En la década de 1950 Albert hizo variados papeles cinematográficos. Por ejemplo, fue el marido de Lucille Ball en The Fuller Brush Girl (1950), Bill Gorton en The Sun Also Rises (1957) y un viajante de comercio en Carrie (1952). Fue nominado al Oscar al mejor actor de reparto por Vacaciones en Roma (1953). En Oklahoma  (1955) interpretó a un vendedor ambulante, y en Trampa a mi marido (1962) fue un abogado, compañero de Dean Martin. En el film La casa de té de la luna de agosto (1956) interpretó a un psiquiatra. Además, hizo varios papeles como militar, como en El día más largo (1962), acerca de la Batalla de Normandía. La película Attack! (1956) proporcionó el papel más serio de Albert, interpretando a un capitán del Ejército de los Estados Unidos cobarde y psicótico, cuya conducta amenaza a la seguridad de su compañía. De manera similar, dio vida a un coronel psicótico en Captain Newman, M.D. (1963), frente a Gregory Peck.

## Series televisivas

### Green Acres
La primera serie televisiva de Albert fue Leave It to Larry, una sitcom de la CBS que se emitió en la temporada 1952-1953, actuando Albert como Larry Tucker, un vendedor de zapatos que vive con su joven familia en la casa de su suegro y patrón, personaje interpretado por Ed Begley.
En 1965, tras rechazar primeros papeles en Mister Ed y My Three Sons, Albert recibió una oferta del productor Paul Henning para protagonizar una nueva sitcom para CBS titulada Green Acres. Su personaje, Oliver Wendell Douglas, era un abogado que abandonaba la ciudad para disfrutar de una vida como granjero. El personaje tenía similitudes con su papel de 1956 en la película La casa de té de la luna de agosto. En el show trabajaba junto a Eva Gabor, Frank Cady, Sid Melton, Mary Grace Canfield y Tom Lester.
El show fue un éxito inmediato, consiguiendo el quinto lugar de los índices de audiencia en su primera temporada. En 1971 Green Acres era todavía razonablemente popular, pero fue cancelada cuando CBS decidió disminuir el número de sus programas de tema rural a causa de la variación en los gustos del público.

### Switch
Tras permanecer ausente de la pequeña pantalla durante cuatro años, a los 69 años de edad firmó un nuevo contrato con Universal Television para protagonizar la popular serie de la década de 1970 Switch, emitida por la CBS, en la que interpretaba a un oficial de policía retirado, Frank McBride, que trabajaba como detective privado. Su compañero en la serie era Robert Wagner, en el papel de Pete T. Ryan. Otros actores del show eran Sharon Gless y Charlie Callas. En su primera temporada Switch fue un éxito. Al final de la tercera temporada, en 1978, los índices de audiencia empezaban a menguar, y el programa se canceló tras 70 episodios. 
La amistad de Eddie Albert con Robert Wagner se había iniciado a principios de los años sesenta, cuando trabajaron juntos en El día más largo. Por ello, el año siguiente tras finalizar Switch, Wagner se reunió con Albert para actuar en The Concorde: Airport '79. Albert y Wagner conservaron su amistad hasta el fallecimiento del primero.

## Últimos años
En 1972, Albert retomó su carrera en el cine, y fue de nuevo nominado al Oscar al mejor actor de reparto, en esta ocasión por su trabajo en The Heartbreak Kid (1972). También hizo una actuación memorable en el film de 1974 The Longest Yard. En un tono más ligero, Albert actuó como Jason O'Day en la exitosa película de Walt Disney Escape to Witch Mountain, en 1975.
En la década de 1980 Albert actuó en filmes como How to Beat the High Co$t of Living (1980), Yesterday (1981), Take This Job and Shove It (1981), Goliath Awaits (telefilme de 1981), Yes, Giorgio (1982), y Dreamscape (1984). Su última actuación para un largometraje fue un cameo en The Big Picture (1989).
A mediados de los años ochenta Albert se reencontró con su antigua amiga y coprotagonista de los filmes Brother Rat y An Angel from Texas Jane Wyman, a fin de interpretar al malvado Carlton Travis en el serial Falcon Crest. También fue artista invitado en un episodio de la serie Highway to Heaven, al igual que en Murder, She Wrote y Colombo, y en 1990 se reunió con Eva Gabor para rodar Return To Green Acres. En 1993 fue artista invitado en varios episodios de la serie de la ABC General Hospital, interpretando a Jack Boland, y ese mismo año también trabajó como invitado en la serie spin-off de The Golden Girls The Golden Palace.

## Activismo
Albert tuvo inquietudes sociales y ambientales, especialmente de los años setenta en adelante. Ya en la década de 1940, su compañía, Eddie Albert Productions, produjo filmes para varias entidades estadounidenses, así como documentales como Human Beginnings y Human Growth.  Albert también narró y protagonizó una cinta en 1970 promocionando a la empresa maderera Weyerhaeuser.
También fue mensajero de Meals for Millions y asesor de la Conferencia Mundial contra el Hambre.  También se unió a Albert Schweitzer para hacer un documental sobre la malnutrición en África y luchó contra la polución agrícola e industrial, particularmente por DDT. Albert promocionó la jardinería orgánica y fundó las City Children's Farms, destinadas a los niños de los barrios pobres, y al apoyo de la agricultura ecológica y de la plantación de árboles. Fue presidente nacional del programa de conservación de los Boy Scouts of America, y creó la "Eddie Albert World Trees Foundation." También fue administrador de la National Recreation and Park Association y miembro consultivo del Departamento de Energía de los Estados Unidos.  
Albert fue director del Consejo de los EE. UU. para los Refugiados y participó en la creación del Día de la Tierra y habló en su ceremonia inaugural en 1970.

## Vida personal
Albert estuvo casado con la actriz mexicana María Marguerita Guadalupe Teresa Estela Bolado Castilla y O'Donnell (más conocida por su nombre artístico, Margo). Se casaron el 5 de diciembre de 1945, permaneciendo juntos hasta el fallecimiento de ella en 1985 a causa de un tumor cerebral.
Tuvieron dos hijos, Maria y Edward Albert (1951–2006), también actor.
Albert sufrió enfermedad de Alzheimer en sus últimos años. A pesar de la enfermedad, se mantuvo activo hasta poco antes de fallecer. Entre sus aficiones estaban los paseos en barca, el jogging, la natación, la vinicultura, la apicultura, la escultura, la jardinería orgánica y los viajes. 
Eddie Albert falleció en 2005 a causa de una neumonía, en Pacific Palisades (Los Ángeles), California. Tenía 99 años de edad. Fue enterrado en el Cementerio Westwood Village Memorial Park de Los Ángeles, California.
Por su contribución a la industria televisiva, Eddie Albert recibió una estrella en el Paseo de la Fama de Hollywood, en el 6441 de Hollywood Boulevard.

## Filmografía
| - Brother Rat (1938) - On Your Toes (1939) - Four Wives (1939) - Brother Rat and a Baby (1940) - An Angel from Texas (1940) - My Love Came Back (1940) - A Dispatch from Reuter's (1940) - The Great Mr. Nobody (1941) - Four Mothers (1941) - The Wagons Roll at Night (1941) - Thieves Fall Out (1941) - Out of the Fog (1941) - Treat 'Em Rough (1942) - Eagle Squadron (1942) - Lady Bodyguard (1943) - Ladies' Day (1943) - Bombardier (1943) - Screen Snapshots: Hollywood in Uniform (1943) (cortometraje) - Strange Voyage (1946) - Rendezvous with Annie (1946) - The Perfect Marriage (Un matrimonio perfecto) (1947) - Hit Parade of 1947 (1947) - Una mujer destruida (Smash-Up: The Story of a Woman) de Stuart Heisler (1947) - Time Out of Mind (Almas borrascosas) (1947) - Unconquered (1947) (escenas eliminadas) - The Dude Goes West (1948) - You Gotta Stay Happy (¡Viva la vida!) (1948) - Every Girl Should Be Married (1948) (cameo) - The Fuller Brush Girl (Los apuros de Sally) (1950) - You're in the Navy Now (1951) - Meet Me After the Show (1951) - Actors and Sin (1952) - Carrie (1952) - Vacaciones en Roma (1953) - The Girl Rush (1955) - Oklahoma! (1955) - I'll Cry Tomorrow (Mañana lloraré, 1955) - Operation Teahouse (1956) (cortometraje) - Attack! (1956) - La casa de té de la luna de agosto (1956) - The Sun Also Rises (Fiesta) (1957) - The Joker Is Wild (La máscara del dolor) (1957) - Orders to Kill (Orden de ejecución) (1958) | - The Roots of Heaven (Las raíces del cielo) (1958) - Balas de contrabando (The Gun Runners, 1958) - Beloved Infidel (Días sin vida) (1959) - The Young Doctors (Vivir es lo que importa) (1961) - Madison Avenue (1962) - El día más largo (1962) - Trampa a mi marido (1962) - The Two Little Bears (1963) - Miracle of the White Stallions (Operación Cowboy) (1963) - Capitán Newman (Captain Newman, M.D.) de David Miller (1963) - The Party's Over (1965) - 7 Women (Siete mujeres) (1966) - The Lorax (1972) (TV) - Narrador (voz) - The Heartbreak Kid (El rompecorazones) (1972) - The Borrowers (1973) (TV) - The Longest Yard (El rompehuesos) (1974) - McQ (1974) - The Take (1974) - Llegaría a todo (1975) - Escape to Witch Mountain (La montaña embrujada) (1975) - The Devil's Rain (La lluvia del diablo) (1975) - Whiffs (Un experimento loco, loco, loco) (1975) - Hustle (Destino fatal) (1975) - Moving Violation (Violando la ley) (1976) - Birch Interval (1977) - Border Cop (1979) - The Concorde: Airport '79 (1979) - How to Beat the High Co$t of Living (1980) - Foolin' Around (1980) - Yesterday (1981) - Take This Job and Shove It (Apáñatelas como puedas) (1981) - Goliath Awaits (1981, telefilme) - The Act (1982) - Yes, Giorgio (1982) - Dreamscape (La gran huida) (1984) - Stitches (1985) - Head Office (1985) - Turnaround (1987) - Brenda Starr (1989) - The Big Picture (1989) (cameo) - Thirtysomething (1989) - Return to Green Acres (1990) - General Hospital (1993) - Headless! (1994) (cortometraje) - Death Valley Memories (1994) (documental) (narrador) |

## Premios y distinciones
Premios Óscar
| Año  | Categoría                       | Película           | Resultado |
| ---- | ------------------------------- | ------------------ | --------- |
| 1954 | Óscar al mejor actor de reparto | Vacaciones en Roma | Nominado  |
| 1973 | Mejor actor de reparto          | El rompecorazones  | Nominado  |